# Kalbsrieth
Kalbsrieth est une commune allemande de l'arrondissement de Kyffhäuser, Land de Thuringe.

## Géographie
Kalbsrieth se situe au confluent de la Helme dans l'Unstrut.
La commune comprend le quartier de Ritteburg.
|           | Artern     | Heygendorf |
| Reinsdorf | Kalbsrieth | Roßleben   |
|           | Gehofen    |            |

## Histoire
Ritteburg est présumé être le lieu de la bataille de Riade en 933. L'ancien Wasserburg bâti au VIIIe siècle permet le contrôle de l'Unstrut.
Le nom de Kalbsrieth vient des chevaliers de Kalb. Le Wasserburg qu'ils possèdent est détruit par les Suédois au moment de la guerre de Trente ans et est remplacé par un palais décrit plusieurs fois par Goethe, l'invité de Charlotte von Kalb.

## Personnalités liées à la commune
- Charlotte von Kalb (1761-1843), femme de lettres
- Friedrich Traugott Kützing (1807-1892), botaniste né à Ritteburg.
- Ernst von Wolzogen (1855-1943), écrivain
- Martin Bierbach (1926-1984), diplomate est-allemand

## Source, notes et références
- (de) Cet article est partiellement ou en totalité issu de l’article de Wikipédia en allemand intitulé « Kalbsrieth » (voir la liste des auteurs).